# Čaplyginskij rajon
Il Čaplyginskij rajon (in russo Чаплыгинский район?) è un rajon dell'Oblast' di Lipeck, nella Russia europea; il capoluogo è Čaplygin. Istituito il 30 luglio 1928, ricopre una superficie di 1.520 chilometri quadrati.